# Filip Oršula
Filip Oršula (* 25. února 1993, Sebedražie) je slovenský fotbalový útočník či záložník a reprezentant, od srpna 2018 působící v českém klubu FC Slovan Liberec. Mimo Slovensko působil na klubové úrovni v Anglii, Nizozemsku a Německu. Nastupuje v útoku nebo na kraji zálohy.

## Klubová kariéra
Svoji fotbalovou kariéru začal v klubu FK Mesto Prievidza, odkud v žácích přestoupil nejprve do Spartaku Trnava. Následně v létě 2008 odešel díky kontaktům manažera Emila Kovaroviče do Anglie, kde se zapojil do mládežnických celků Manchesteru City. V týmu už působilo několik dalších slovenských hráčů. V Manchesteru City strávil dva ročníky, protože však šance dostat se do prvního mužstva nebyla velká, rozhodl se změnit dres. Měl nabídky z Itálie a Nizozemska. Zájem projevil i anglický klub Blackburn Rovers FC, ale Oršula nakonec přestoupil do nizozemského klubu FC Twente z města Enschede. Rozhodlo to, že v Twente je kvalitní mládežnická akademie a i šance prosadit se do A-týmu byla reálná. V Enschede absolvoval několik tréninků a turnaj, po němž podepsal s mužstvem jako 16letý smlouvu na tři roky.

### Wigan Athletic FC
V létě 2012 se vrátil do Anglie a stal se novou posilou Wiganu Athletic. V celku v srpnu úspěšně absolvoval zkoušku, v přípravném utkání proti klubu Stockport County FC asistoval na gól Joshe Sumnera a sám vstřelil vyrovnávací branku na 2:2. V A-týmu Wiganu debutoval 25. září 2012 v utkání Anglického poháru proti West Hamu United (výhra 4:1), na hrací plochu se dostal v závěru zápasu. Během celého svého působení neodehrál žádný ligový zápas.

### MSV Duisburg
Začátkem července 2013 byl na týdenních testech v nizozemském klubu NEC Nijmegen. Následně byl na zkoušce v dánském mužstvu Viborg FF, nakonec 24. července 2013 přestoupil jako volný hráč (zadarmo) do německého týmu MSV Duisburg hrajícího tehdy třetí nejvyšší ligu. Podepsal dvouletou smlouvu a dostal dres s číslem 25. Debutoval 27. července 2013 ve druhém ligovém kole proti Wackeru Burghausen (výhra 2:0), hrál do 64. minuty. V Duisburgu působil pouze půlrok, během kterého nastoupil v lize ke 12 střetnutím.

### TJ Spartak Myjava
V únoru 2014 zamířil zpět na Slovensko, kde se upsal Spartaku Myjava. Do Myjavy přišel, aby restartoval svoji hráčskou kariéru.

#### Sezóna 2013/14
Ligovou premiéru si připsal ve 20. kole hraném 1. 3. 2014 proti klubu MFK Ružomberok. Na trávník přišel do druhého poločasu namísto Denise Dugy, ale domácí prohře 0:3 nezabránil. Svůj první ligový gól za Myjavu vsítil v utkání 29. kola nejvyšší slovenské soutěže proti týmu FC DAC 1904 Dunajská Streda (remíza 1:1), když v 17. minutě otevřel skóre střetnutí. Na jaře 2014 zasáhl do 12 ligových zápasů, chyběl pouze ve dvou kolech.

#### Sezóna 2014/15
Svoje první branky v lize si schoval až na závěr podzimní části sezony 2014/15. Nejprve skóroval 23. listopadu 2014 na Štadiónu Pasienky proti tamnímu Slovanu Bratislava, když v 61. minutě rozhodl jediným gólem toto střetnutí. Podruhé se trefil 29. 11. 2014 v 19. kole do sítě mužstva FK AS Trenčín a podílel se na výhře 2:1. Během půl roku odehrál 18 utkání v lize.

### ŠK Slovan Bratislava
V zimním přestupovém období sezony 2014/15 přestoupil do Slovanu Bratislava, kde podepsal smlouvu na dva a půl roku s opcí. Ve Slovanu hrál i za rezervu působící ve druhé slovenské lize.

#### Sezóna 2014/15
V úvodních dvou jarních kolech proti Dunajské Stredě (prohra 0:1) a týmu FO ŽP ŠPORT Podbrezová (výhra 2:1) nenastoupil. Ligový debut si odbyl ve 24. kole hraném 5. dubna 2015 proti Trenčínu (prohra 1:3), v domácí premiéře vystřídal v 65. minutě na hřišti Lestera Peltiera. Poprvé se prosadil do sítě Spartaku Myjava (výhra 6:3), tedy proti svému bývalému zaměstnavateli. Na hrací plochu přišel v 72. minutě a o šest minut později zvyšoval na 5:2. Na jaře 2015 si připsal devět ligových startů a pomohl Slovanu ke konečnému třetímu místu.

#### Sezóna 2015/16
Se Slovanem postoupil přes mužstvo Europa FC z Gibraltaru (výhry 6:0 a 3:0) a irský klub UC Dublin (výhry 1:0 a 5:1) až do třetího předkola Evropské ligy UEFA 2015/16, kde nastoupil proti ruskému týmu FK Krasnodar a po prohře 0:2 a remíze 3:3 s ním vypadl. Svůj první a zároveň jediný ligový gól v ročníku vstřelil v sedmém kole v souboji s týmem MFK Skalica, 18 minut před koncem zvyšoval na konečných 4:1. Se Slovanem došel na jaře 2016 až do finále domácího poháru, v němž Oršula nenastoupil. Jeho spoluhráči podlehli v zápase hraném v Trnavě klubu AS Trenčín v poměru 1:3. V sezoně 2015/16 nastoupil k 22 střetnutím v lize.

#### Sezóna 2016/17
Na začátku ročníku byl zraněný, a proto Slovanu nemohl pomoci v předkolech Evropské ligy UEFA 2016/17. Poprvé v ročníku se trefil proti ViOnu Zlaté Moravce – Vráble, jeho branka padla ve 47. minutě a Slovan i díky ní vyhrál ve Zlatých Moravcích vysoko 5:1. Následně se trefil v 19. kole proti Spartaku Myjava, když v 57. minutě srovnal stav utkání na konečných 1:1. Jelikož se Myjava po podzimu 2016 odhlásila z ligy, výsledek byl anulován. Oršulův gól však zůstal v platnosti. V ročníku 2016/17 získal se Slovanem domácí pohár, když společně se svými spoluhráči porazil ve finále hraném 1. května 2017 na stadionu NTC Poprad tehdy druholigový tým MFK Skalica v poměru 3:0. Celkem v sezoně odehrál 27 ligových zápasů.

#### Sezóna 2017/18
23. června 2017 odehrál za mužstvo jako střídající hráč posledních 23 minut (na hřiště přišel namísto Mitchella Scheta) v utkání Česko-slovenského Superpoháru hraného v Uherském Hradišti proti českému celku FC Fastav Zlín, kterému Slovan Bratislava podlehl v penaltovém rozstřelu. V prvním předkole Evropské ligy UEFA 2017/18 proti arménskému klubu FC Pjunik Jerevan (výhry 4:1 a 5:0) nehrál. Za tým nastoupil v následujícím předkole v souboji s mužstvem Lyngby BK z Dánska. V odvetě na půdě soupeře při prohře 1:2 skóroval, ale Slovan i kvůli porážce 0:1 z úvodního střetnutí vypadl. Svůj první ligový gól zaznamenal 19. září 2017 v devátém kole v souboji se Zemplínem Michalovce (výhra 3:1), když v 64. minutě zvyšoval na 3:0. Střelecky se prosadil i v následujícím 10. kole proti klubu MŠK Žilina, Slovan prohrál na půdě soupeře v poměru 2:3. Potřetí v ročníku se trefil proti týmu MFK Ružomberok, když v 64. minutě vsítil jedinou a tudíž vítěznou branku utkání. Na jaře 2018 se podílel se Slovanem na obhajobě zisku slovenského poháru z předešlého ročníku 2016/17, i když ve finále hraném 1. května 2018 v Trnavě proti celku MFK Ružomberok (výhra 3:1) nenastoupil. Během roku si připsal v lize celkem 17 střetnutí. V létě 2018 mu v mužstvu skončila smlouva a odešel.

### FC Slovan Liberec
V srpnu 2018 uzavřel jako volný hráč kontrakt na rok s následnou opcí na dvanáct měsíců s českým klubem FC Slovan Liberec, kde uspěl na testech.

## Klubové statistiky
Aktuální k 14. srpnu 2018
| Sezona    | Klub                 | Soutěž         | Zápasy | Góly |
| --------- | -------------------- | -------------- | ------ | ---- |
| 2012/2013 | Wigan Athletic FC    | Premier League | 0      | 0    |
| 2013/2014 | MSV Duisburg         | 3. liga        | 12     | 0    |
| 2013/2014 | TJ Spartak Myjava    | Corgoň liga    | 12     | 1    |
| 2014/2015 | TJ Spartak Myjava    | Fortuna liga   | 18     | 2    |
| 2014/2015 | ŠK Slovan Bratislava | Fortuna liga   | 9      | 1    |
| 2015/2016 | ŠK Slovan Bratislava | Fortuna liga   | 22     | 1    |
| 2016/2017 | ŠK Slovan Bratislava | Fortuna liga   | 27     | 2    |
| 2017/2018 | ŠK Slovan Bratislava | Fortuna liga   | 17     | 3    |
| 2018/2019 | FC Slovan Liberec    | Fortuna:Liga   |        |      |

## Reprezentační kariéra

### Mládežnické reprezentace
Filip Oršula působí ve slovenských reprezentacích od kategorie do 16 let. Na jaře 2011 se zúčastnil turnaje Slovakia Cup, kde Slovensko uhrálo dvě bezbrankové remízy proti Japonsku a Chorvatsku, prohru s Norskem a prohru 0:3 s Belgií.
V sezóně 2011/12 patřil do kategorie U19, s reprezentací absolvoval důležitý kvalifikační turnaj o postup na Mistrovství Evropy. V Arménii Slovensko prohrálo, v dalším zápase proti Andoře vstřelil Oršula jediný gól zápasu a zajistil tak Slovensku výhru 1:0. Proti Řecku se zrodila remíza 1:1, která však na postup nestačila.
V roce 2012 se Filip Oršula objevil i v reprezentaci do 21 let, trenér Ivan Galád ho dodatečně nominoval pro kvalifikační střetnutí proti Rumunsku. Zúčastnil se kvalifikace na Mistrovství Evropy hráčů do 21 let 2013 konaného v Izraeli, kde Slovensko obsadilo s 15 body druhé místo v konečné tabulce skupiny 9 za první Francií (21 bodů). Oršula skóroval 7. září 2012 proti Francii (výhra 2:1) a 10. září 2012 proti Kazachstánu (výhra 6:0). Slovensko se na závěrečný šampionát neprobojovalo přes baráž, v níž vypadlo po prohrách 0:2 doma i venku s Nizozemskem.

### A-mužstvo
V A-týmu Slovenska debutoval pod trenérem Jánem Kozákem v přátelském zápase v Abú Zabí (Spojené arabské emiráty) 8. ledna 2017 proti reprezentaci Ugangy (prohra 1:3), odehrál 85 minut.

### Reprezentační zápasy
Zápasy Filipa Oršuly v A-týmu slovenské reprezentace
| 2017               | 2 | 0 |
| Celkem             | 2 | 0 |
| Platí k 6. 3. 2017 |   |   |